# Тернбулл, Джек
Джон Иглхардт «Джек» Тернбулл (англ. John Iglehardt "Jack" Turnbull); 30 июня 1910 ― 20 октября 1944) ― американский игрок в лакросс и посмертный лауреат Национального зала славы лакросса 1965 года. Его именем названа Премия Джека Тернбулла, которая присуждается лучшим нападающим среди студентов колледжей США.

## Биография
Джек Тернбулл родился 30 июня 1910 года в Балтиморе, штат Мэриленд. Учился в Политехническом институте Балтимора, где на последнем году обучения был избран президентом класса. В 1926 году был капитаном команды института по игре в лакросс, также играл в футбольной и баскетбольной командах. В возрасте 18 лет выступил в плей-офф на Олимпийских играх 1928 года.
Тернбулл также учился в университете Джонса Хопкинса, где также играл в команде по лакроссу. Окончил Хопкинса со степенью бакалавра в области инженерии лишь после трёх лет учёбы. В течение трёх лет назывался лучшим игроком в лакросс, играя в команде «Джонс Хопкинс Блю Джейс». Часто называется лучшим игроком в лакросс за всю его историю, получил прозвище «Рут Бейб лакросса». В Хопкинсе Тернбулл также играл в футбол и оказал поддержку в создании хоккейной команды.
Был капитаном сборной США по лакроссу, с которой выступил на летних Олимпийских играх 1932 года. После неё играл за любительский клуб «Маунт Вашингтон» (англ. Mount Washington Lacrosse Club). Четыре года спустя выступил на летних Олимпийских играх 1936 в Берлине в качестве игрока сборной США по хоккею на траве. Лично встретился с Адольфом Гитлером.
Тернбулл вступил в ряды Мэрилендской Национальной гвардии в качестве пилота-кадета 104-й разведывательной эскадрильи и получил звание второго лейтенанта 24 июня 1940. Был мобилизован вместе с остальными бойцами Национальной гвардии в феврале 1941 года, незадолго до вступления США в Мировую войну. Во время войны он быстро поднялся в звании, и к 1944 году стал подполковником. Проходил службу в 517-й бомбардировочной, 12-й противолодочной, 859-й бомбардировочной эскадрильях. 20 октября 1944 года офицер 44-й бомбардировочной эскадрильи Тернбулл умер от травм, полученных двумя днями ранее, когда его Б-24 разбился в Бельгии после столкновения в воздухе по возвращении бомбардировки территории Германии. Был похоронен там же, в 1947 году перезахоронен в Мэриленде.